# 全紀
全紀（?—258年），揚州吳郡錢塘人，三國末年吳國黃門侍郎。全尚之子，母親是孫綝的堂姐。協助父親全尚討伐孫綝一族，在孫亮被孫綝廢位時自殺。